# 大腳仙
大腳仙（荷蘭語：Taccassiangh，？—？），簡稱Caisan，台灣荷蘭統治時期平埔族力力社頭目，屏東縣潮州鎮大腳仙林以其命名，後來傳說變成有一雙大腳的巨人許大砲。

## 生平
熱蘭遮城《熱蘭遮城日記》所載1641年到1656年，荷蘭文為Taccassiangh或簡稱Caisan的大腳仙是當時的力力社頭目。1644年，荷蘭東印度公司將力力社認定為大型村社，對大型村社年年指派四位頭目，大腳仙就為其中之一，並有公司徽章的藤杖作委任象徵。1654年，大腳仙首先告訴荷蘭人說鄰近村落醞釀反抗荷蘭殖民，因此獲贈日本絲袍和兩塊布。1655年，大腳仙請求熱蘭遮城釋放力力社人Polnocq，荷蘭人也同意。次年，大腳仙等四位長老留任時，獲贈兩塊布與一包菸草。

## 傳說

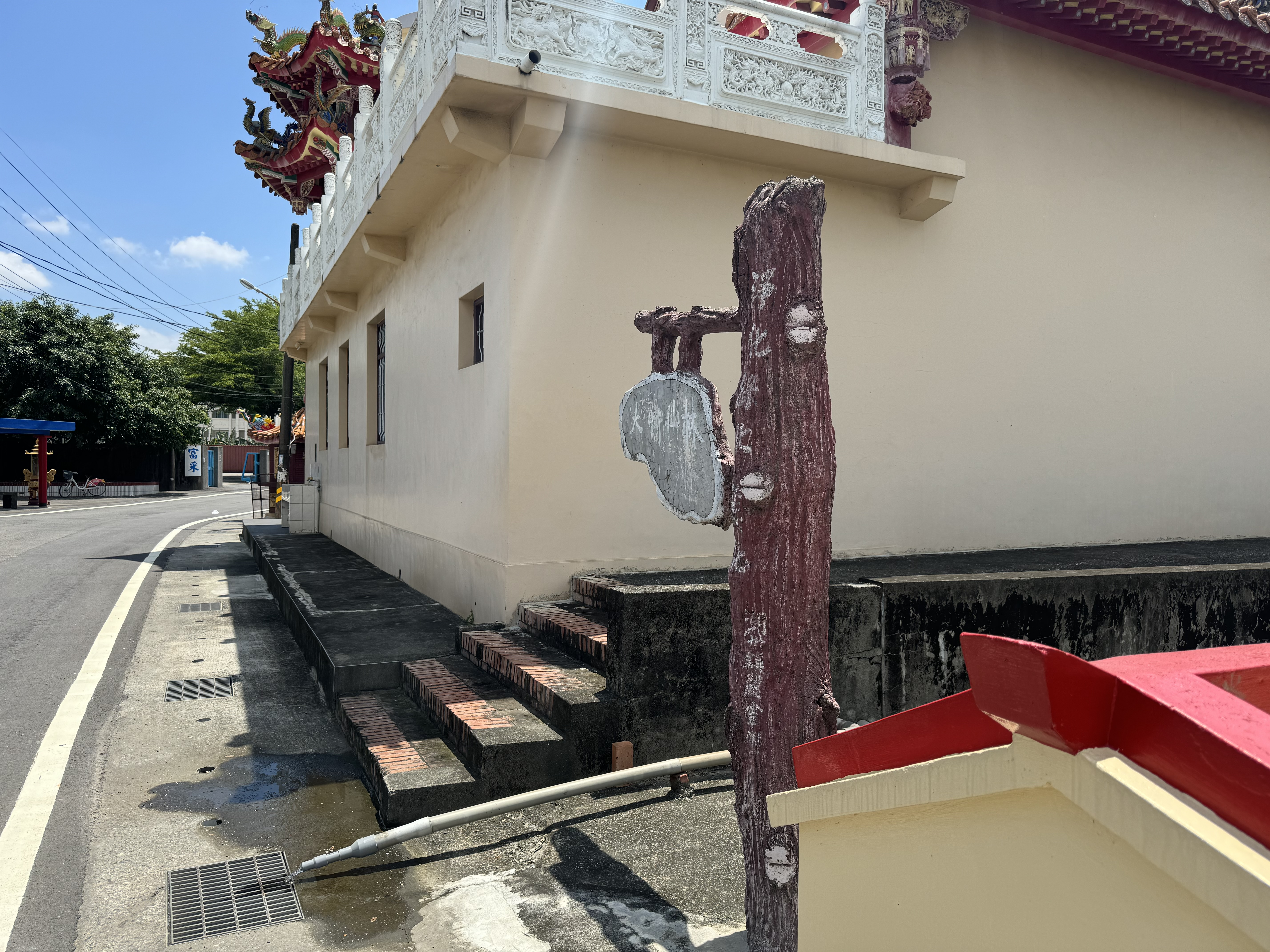
潮州鎮大腳仙林地名牌

力力社所擁有土地其中之一為現今的大腳仙林（今潮州鎮興美里），此地名在嘉慶十年（1805年）的〈吳朝崇等立賣杜絕契〉就有出現。但大腳仙此人，後人不明來源，因此附會各類傳說。
蔡源得於1988年撰寫的〈大腳仙林沿革〉中，認為明末清初時從漳州來台灣開墾的先民在一片荒野山林間發現一塊有大腳印的石頭，遂將此地名為大腳仙林。後來石頭輾轉改放在檨仔林的石車廍水池旁。臺灣割讓日本時，民眾怕日本人追問，就將此石頭丟入池中。
1996年，當地人陳萬取口述，傳說泗林有一名可食十餘人飯量的大力士，長有一雙大腳。其自刻足印原在泗林東南村落邊緣的許宅。因為他食量大，長年吃不飽，常偷甘藷、甘蔗吃。清廷下令徵招，家人卻怕對他們不利，就將此大力士活埋在井中，墳墓則在四春庄尾。
《蘋果日報》在2003年報導則寫相傳在二百多年前，大腳仙林出了一位名叫許大炮、身高八尺多、頭比常人大一倍的大力士，能每餐能食十八人份，工作量抵十人，但常偷摘農人作物，其父親因此遭鄉人指責。清廷接獲報告後，特派遣專差傳旨召見欲賜為武官，但專差抵達前，許大炮在深水井清理雜物時已遭父親活埋。
遠東科技大學教師王奕期曾於2010年5月21日實地造訪大腳仙林，詢問1941年出生的黃秋雄與1954年出生的黃正雄。他們講許大砲在井中將落石接住，不解地問家人為何置他於死地？家人難過地向他致歉說解釋實在養不起。於是許大砲鬆手，讓頭頂的大石壓死自己。自外地遷來大腳仙林居住的高雄市旗山區人、1949年生的林善得聽到的說法是，許大砲因為食量大，除偷吃庄人種植的地瓜外，還偷扯下日治時期製糖會社小火車上載運的甘蔗。許大砲變成不同時代的人。
大腳仙的傳說在該地廣為流傳，官方還列為教師甄選的題目。另外還有謎底為大腳仙的謎語寫：「一雙草鞋二尺四，呂洞賓仙背茄荎。」
在岡北美學工作站社教站有著「戇孝港傳奇」，傳說的主角是住在路竹區營後人的戇孝港，傳說故事幾乎與大腳仙林的情節雷同。卡那卡那富族則傳說一名叫提巴里的巨人，因食量太大，無可奈何的人們利用遊戲，把火燒得紅透的巨石從山上滾下來，讓在山腳下的提巴里接球，巨人就這樣活活被燙死。

## 腳印

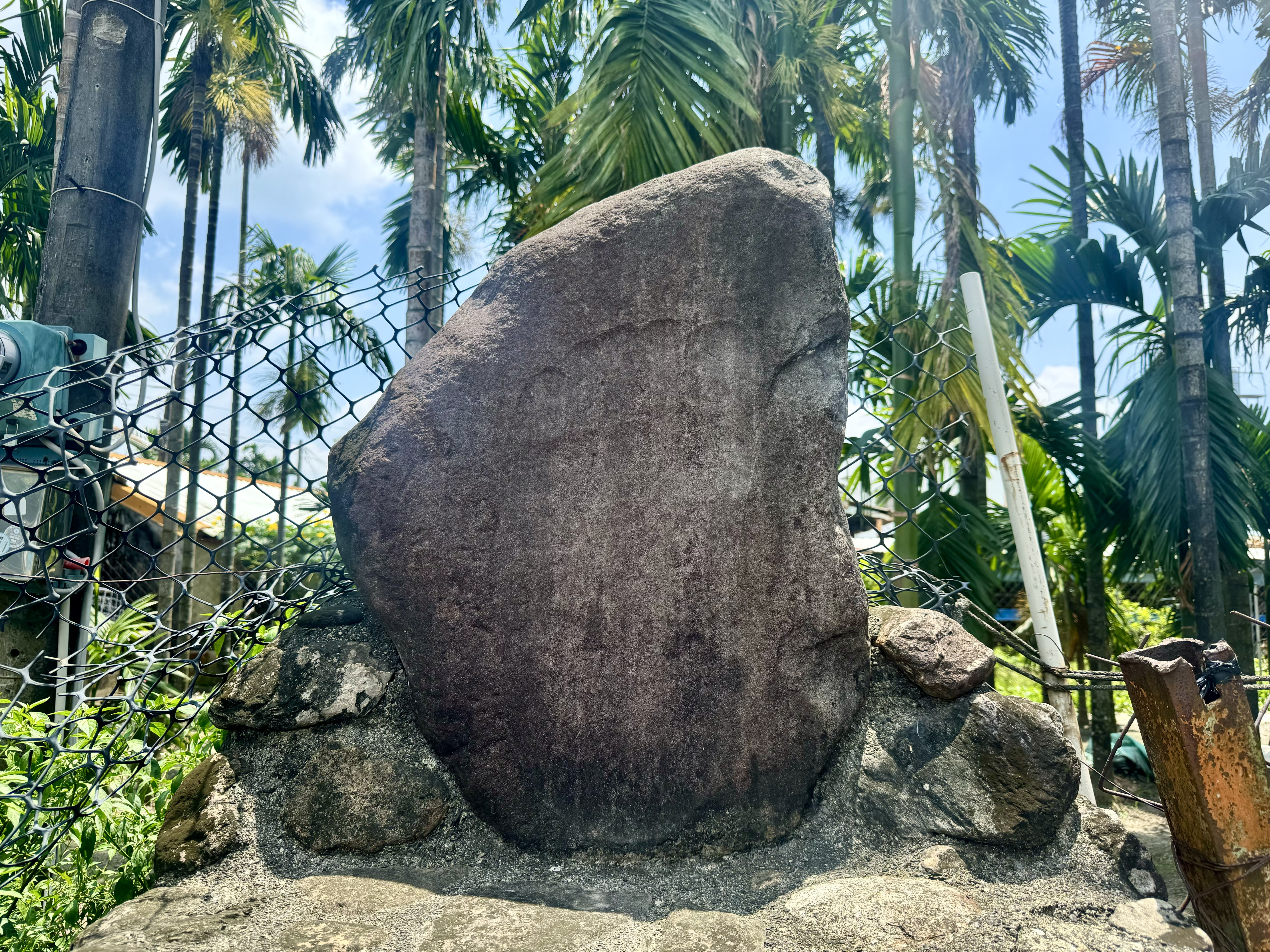
大腳仙林池靈宮腳印石

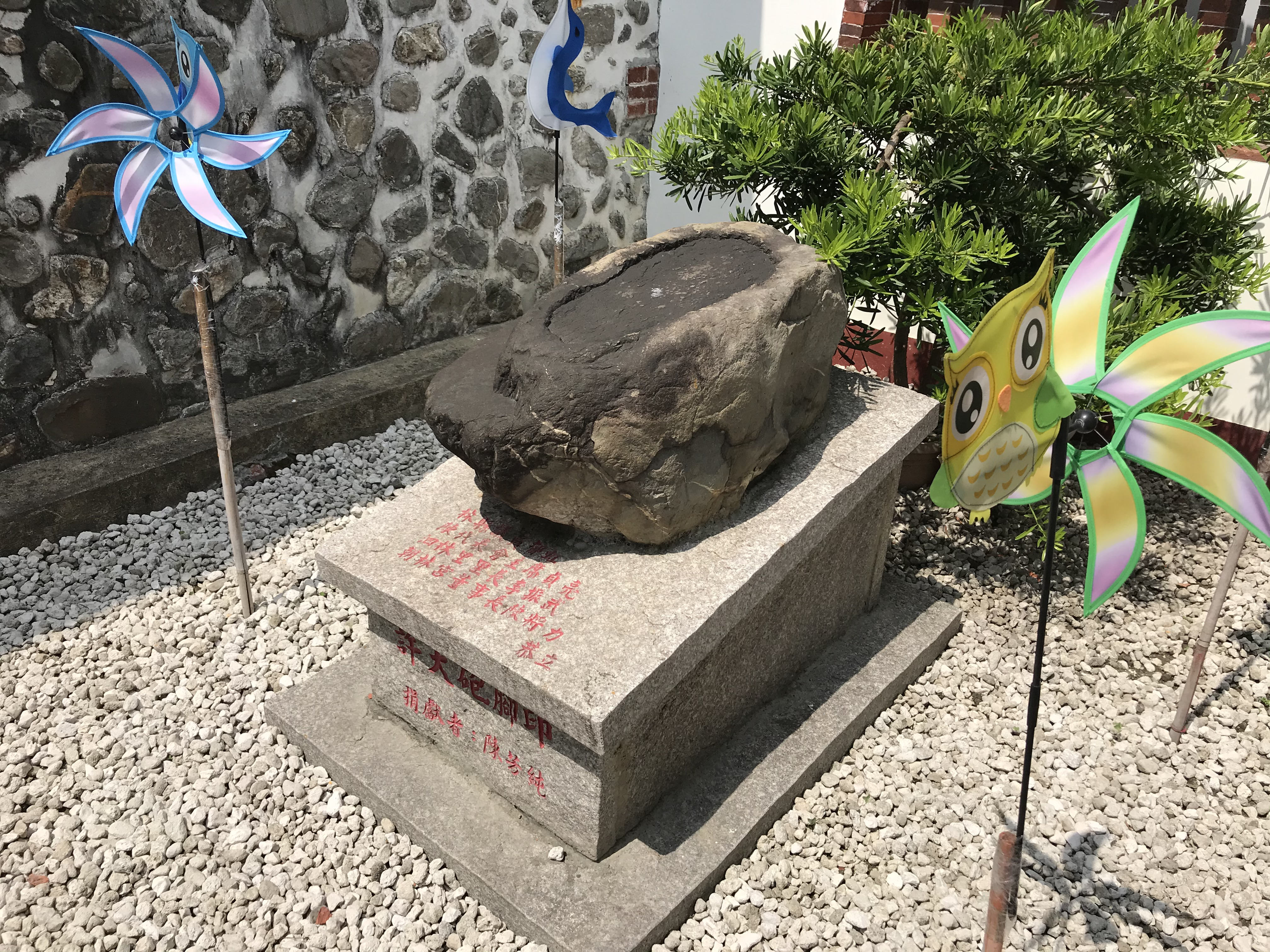
潮州朝林宮腳印石

周榮杰編纂的《潮州鎮志》寫在潮州四林里陳榮東院子、三星里明心佛堂、光春里大腳林都有大腳印，村落之名即源於傳說大腳巨人棲息於森林中而來，對大腳仙林的傳說帶有保留，不碰觸故事情節。
1991年，蔡源得委由李得串新刻一顆有大腳印的石頭，並以金漆書寫〈大腳仙林沿革〉，位在道明壇。林得串是8大森林樂園的員工，認為許大砲傳說十分有趣，應該可以藉由大腳印的實景建置吸引不少人，於是他先在樂園內建置一座大腳印造景，再接連於自己庄內的池靈宮與道明壇前施作大腳印石。

## 戲劇
《戲說台灣》曾將傳說的許大砲拍為單元劇《大腳仙林》。
潮州鎮民代表黃憲正創的阿猴掌中班將許大砲作為布袋戲題材，還出現屏東排灣族、魯凱族戲偶，主角許大砲「穿越時空」帶觀眾了解屏東各具特色慶典，出現包括琉球王船祭、九如、麟洛王爺奶奶回娘家、原住民豐年祭等。